# Астрал: Глава 2
«Астрал: Глава 2» (англ. Insidious: Chapter 2) — американский фильм ужасов о сверхъестественном 2013 года, снятый Джеймсом Ваном по сценарию Ли Уоннелла, основанному на рассказе Вана и Уоннелла. Это продолжение фильма «Астрал» (2010) и вторая часть серии фильмов «Астрал». Главные роли в фильме исполняют Патрик Уилсон и Роуз Бирн, играющие роль Джоша и Рене Ламберт, мужа и жены, которые стремятся раскрыть секрет, из-за которого они оказались в опасной связи с духовным миром.
Мировая премьера состоялась 13 сентября 2013 года. В Казахстане и России премьера состоялась 3 октября 2013 года. Фильм получил в целом негативные отзывы критиков, но имел высокие кассовые сборы, собрав более 161 миллиона долларов при бюджете в 5 миллионов долларов. Приквел, «Астрал 3», был выпущен в июне 2015 года.

## Сюжет
В 1986 году Лоррейн Ламберт вызывает демонолога Элис Ранье, чтобы помочь своему сыну Джошу, которого преследует дух старухи. Во время поиска каких-либо паранормальных явлений в доме Элис ранит руку невидимой силой. Она настаивает на том, чтобы они подавили способности Джоша к астральной проекции для его же безопасности и внедрили в его мозг измененные воспоминания.
Двадцать пять лет спустя жену Джоша, Рене Ламберт, допрашивают по поводу смерти Элис. Её предупреждают, что если на месте преступления будут обнаружены отпечатки пальцев Джоша, он будет привлечён к ответственности за убийство Элис. Джош, Рене и их дети — Долтон, Фостер и Келли — переезжают в дом Лоррейн, где снова начинают сталкиваться со странными паранормальными явлениями. Далтон говорит своей матери, что ему снятся дурные сны о женщине в белом платье, а также он слышал, как Джош разговаривает с невидимой фигурой. Рене звонят из полиции и сообщают, что отпечатки пальцев не совпадают с отпечатками пальцев Джоша. Женщина в белом платье нападает на Рене, и Джош слышит голос, призывающий его убить свою семью.
Спекс и Такер, бывшие соратники Элис, показывают Лоррейн видеозапись расследования 1986 года, на которой виден взрослый Джош, стоящий позади юного Джоша. Они связываются с бывшим коллегой Элис Карлом, который пытается связаться с духом Элис. Им предлагается найти ответы в заброшенной больнице, где Лоррейн работала врачом. Лоррейн рассказывает историю двадцать пять лет назад, когда пациент по имени Паркер Крейн, госпитализированный за попытку кастрировать себя, напал на Джоша. Несколько дней спустя она увидела Паркера, и когда она спросила медсестру, почему он встал с постели, медсестра, похоже, смутилась и сказала Лоррейн, что накануне он покончил с собой, выбросившись из окна. Группа отправляется в дом семьи Крейнов, где находит секретную комнату с многочисленными трупами.
Тело Джоша начинает медленно разрушаться, и Рене понимает, что он одержим. Лоррейн настаивает на том, чтобы они все ушли от Джоша. Карл, Спекс и Такер прибывают, чтобы накачать его наркотиками, но он их усмиряет. Карл просыпается в царстве духов, где он встречает духов настоящих Джоша и Элис. Время там движется не в хронологическом порядке, и Джош может общаться с самим собой в детстве, чтобы найти дом Паркера.
Тем временем в физическом мире одержимый Джош устраивает засаду на Лоррейн и Рене. Она сбегает в подвал с детьми, и Далтон добровольно входит в Дальнее, чтобы помочь своему отцу. Там Джош и другие находят дом Паркера, где они становятся свидетелями того, как мать Паркера, Мишель, женщина в белом платье, оскорбляет его и заставляет вести себя как девочка. Паркер убивал своих жертв по велению духа своей матери. Элис спасает Джоша и, кажется, уничтожает дух Мишель, что мешает одержимому Джошу убить свою семью в реальном мире. Карл и Джош убегают, и Далтон ведёт их обратно в мир живых, позволяя Джошу восстановить контроль над своим телом. Семья Ламбертов, наконец, воссоединилась, а воспоминания Джоша и Далтона снова были подавлены Карлом.
Некоторое время спустя Спекс и Такер прибывают в дом семьи, чья дочь Эллисон находится в необъяснимой коме. Никто, кроме младшей сестры Эллисон, не может ощутить дух Элис из-за потенциальной способности астральной проекции, которая проходит между ними, направляясь в комнату Эллисон. Ей противостоит невидимая фигура, когда слышен скрипящий звук.

## В ролях
| Актёр            | Роль                          |
| ---------------- | ----------------------------- |
| Патрик Уилсон    | Джош Ламберт                  |
| Роуз Бирн        | Рене Ламберт                  |
| Тай Симпкинc     | Долтон Ламберт                |
| Барбара Херши    | Лорэйн Ламберт                |
| Энгус Сэмпсон    | Такер                         |
| Ли Уоннелл       | Спекс                         |
| Лин Шэй          | Элис Райнер                   |
| Стив Коултер     | Карл                          |
| Эндрю Астор      | Форест Ламберт                |
| Джоселин Донахью | Лоррейн в молодости           |
| Линдси Сейм      | Элис в молодости              |
| Хэнк Харрис      | Карл в молодости              |
| Гарретт Райан    | Джош в детстве                |
| Том Фицпатрик    | Паркер Крейн/Невеста в чёрном |
| Даниэль Бисутти  | Мишель Крейн                  |
| Тайлер Гриффин   | Паркер в молодости            |
| Майкл Бич        | детектив Сендал               |
| Хорхе Пальо      | Брайан                        |
| Присцилла Гарита | Натали                        |
| Дженна Ортега    | Энни                          |
| Дэнней Родригес  | Эллисон                       |

### Отзывы и оценки
Совокупность обзоров Rotten Tomatoes сообщает о рейтинге одобрения 38 % на основе 130 обзоров со средней оценкой 4,8/10. Консенсус сайта гласит: «Астрал: Глава 2 явно не хватает напряжения и неожиданностей, которые сделали ее предшественницу такой пугающей». Metacritic, другой агрегатор рецензий, присвоил фильму средневзвешенную оценку 40 из 100 на основе 30 рецензий основных критиков, что указывает на «смешанные или средние рецензии».
Робби Коллин из The Telegraph дал фильму положительную рецензию, заявив, что «пугает в основном действительно очень страшно, и это означает, что фильм делает свою работу». Скотт Фундас из Variety похвалил «искусно жуткую» кинематографическую работу Джона Р. Леонетти и «повсеместно тревожную атмосферу», созданную звукорежиссером и редактором Джо Джубаном. Далее Фундас писал, что «в то время как так много сиквелов кажутся простыми ремейками своих предшественников, с большими бюджетами и меньшим воображением, вторая часть кажется подлинным продолжением персонажей, с которыми мы с удовольствием познакомились в первый раз, и не хотели бы в все мысли возвращаются снова». Напротив, Роберт Абеле из Los Angeles Times прокомментировал: «После приятного свободного падения в старомодное кошмарное мастерство, которым было „Заклятие“ прошлым летом, этот занятный, но скучный сиквел ощущается скучным. Он, роботизированно сгибающий свои манипуляции с указателями фильмов ужасов, упражнение скорее глупое, чем зловещее». Джастин Лоу из The Hollywood Reporter писал: «Если оставить в стороне утомительные хромые диалоги фильма, застенчивые выступления и часто предсказуемые страхи, навязчиво меняющаяся хронология повествования периодически умудряется заинтересовать, хотя это мало помогает скрыть отвлекающие недостатки обоих. сюжет и развитие персонажей».

## Продолжения

### Приквел
11 марта 2014 года, Screen Rant сообщает что третий фильм не будет сосредотачиваться на семье Ламберт, основное внимание будет уделено новой семье и истории, также не будут подключаться к последней сцене второго фильма. 7 мая 2014 года Ван написал, что Ли Уоннелл будет режиссёром следующей части. Стефани Скотт установлена на главную роль в фильме. Focus Features и Stage 6 Films выпустили продолжение 5 июня 2015 года.

### Сиквел
29 октября 2020 года было объявлено, что над сиквелом работает Скотт Тимс, написавший сценарий по рассказу Ли Уоннелл, а режиссёром выступила звезда серии Патрик Уилсон. Он будет сосредоточен на взрослом Далтоне, роль которого исполнил звезда сериала Тай Симпкинс, когда он направляется в колледж. Выход фильма состоялся 7 июля 2023 года.